# Charles Welche
Pour l’article homonyme, voir Nicolas Welche.
Charles Welche, né à Nancy le 23 avril 1828 et mort le 9 mai 1902 dans le 8e arrondissement de Paris, est un avocat puis homme politique français.

## Biographie
Avocat à la Cour d'appel, il fut maire de Nancy du 30 juin 1869 au 22 janvier 1872, puis conseiller d'État élu par l'Assemblée nationale en 1872, préfet (de Lot-et-Garonne en 1872-1873, de Haute-Garonne du 30 mai 1873 au 24 mai 1874, de Loire-Inférieure en 1874-1875, du Rhône en 1875-1877, et du Nord en 1877), et Ministre de l'Intérieur du 23 novembre au 12 décembre 1877 dans le gouvernement Gaétan de Rochebouët. 
Il se présente lors des élections législatives en 1877 dans la 1re circonscription de Nancy comme bonapartiste contre Jules Duvaux mais échoue à se faire élire. Il se présente à l'élection sénatoriale partielle du 18 novembre 1883 sans meilleur succès et est ensuite sur la liste conservatrice en 1885.
Il se présente aux élections législatives de 1889 à Nancy contre des candidats républicains et un candidat boulangiste, Paul Adam, mais perd contre Albert Papelier.
Il a également été membre de la Société d'économie sociale.
Il est fait commandeur de la légion d'honneur le 14 août 1876.
Son nom a été donné à une rue de Nancy en 1931 (anciennement Petit chemin des Sables).